# Budapesti bíbic keringő
A Budapesti bíbic keringő egy, a 19. században kitenyésztett őshonos magyar röpgalambfajta. Napjainkban inkább díszgalambként tenyésztik.

## Származása
Budapest és környéke. Régi magyar fajta.

## Leírása
A Budapesti bíbic keringő erőteljes testfelépítésű, közepes testnagyságú, alacsony állású röpgalamb. Törzse a széles melltől indulva fokozatosan elkeskenyedik, csaknem vízszintes tartású. Feje sima, gömbölyded, magas, meredek homlokkal, a fejbúb és a homlok között lekerekített élekkel. Szemei nagyok, a feketék írisze barnásfekete, a kékeké kékesszürke. A szemgyűrűk vékonyak, finom szövetűek. A feketéké világosszürke, a kékeké kékesszürke. Csőre közepes hosszúságú és vastagságú, erős tőből induló, kékesfekete színű, kissé lefelé irányuló. Az orrdudorok kicsinyek, fehéren porozottak, a csőr vonalába simulnak. Nyaka középhosszú, vastag, függőleges tartású, a toroktáj jól kimetszett. Melle széles, jól izmolt, csak kissé emelt, mérsékelten előredomborodó. Háta a vállakban széles, fokozatosan keskenyedik, enyhén lejt. Szárnyai a testhez szorosan simulók, a faroktollakon nyugvók, nem kereszteződnek. A szárnybúbok szabadon állók. Farka középhosszú, keskenyre zárt, a hát irányát követi, a talajt nem érinti. A kormánytollak száma: 12. A csüdök rövidek, tollatlanok, az ujjakkal együtt élénkvörösek, a karmok sötét színűek. Gyűrűméret: 7 mm.
Tollazata feszes, szorosan a testhez simuló. Színe lehet fekete (mély bársonyos koromfekete), vagy szalagos kék. A kovácsolt kék változatát Kovács László orosházi tenyésztő tenyésztette ki néhai Kis Sándor ecsegfalvi tenyésztőtársa emlékére. Az MGKSZ 2016-ban fogadta el e színváltozatot.
Rajz: A begyközéptől indulva a has, a hasoldalak, a combok és a lábszárak fehérek. A fehér és színes tollmezők éles határvonal (vágás) mentén találkoznak. A kékek evezőtollai sötétek, a szárnypajzson kettős fekete szárnyszalag, a kormánytollak végén fekete farokpánt. A nyak tollazata fémes csillogású.

## Elbírálása
Az értékmérő küllemi jegyek elbírálásának sorrendje: fej, szem, szemgyűrű, alak, szín, rajz, csőr, állás. Súlyos hibának számít a durva, nagy test, magas állás, vékony hegyes csőr, világos szemgyűrűk, fehér vagy takaratlan hát, durva szín- és rajzhibák. Enyhe hiba a nem eléggé intenzív szín, túl kicsi test, enyhe rajzhibák, húzott homlok. Röpkövetelmény: 1 óra 30 perc hosszidő.